# Pseudoptilolepis nudapleura
Pseudoptilolepis nudapleura är en tvåvingeart som beskrevs av John Otterbein Snyder 1949. Pseudoptilolepis nudapleura ingår i släktet Pseudoptilolepis och familjen husflugor.
Artens utbredningsområde är Paraguay. Inga underarter finns listade i Catalogue of Life.